# 부여 세탑리 오층석탑
부여 세탑리 오층석탑(扶餘 細塔里 五層石塔)은 대한민국 충청남도 부여군 초촌면 세탑리에 있는 오층석탑이다. 1973년 12월 24일 충청남도의 유형문화재 제21호로 지정되었다.

## 개요
탑이 서 있는 터 주변에는 청량사라는 절이 있었다고 하며, 곳곳에 절을 이루는 건물에 쓰였던 돌과 기와조각이 흩어져 있다.
탑의 둘레에 높이 1m 가량의 석축을 쌓아 기단부(基壇部)는 거의 보이지 않아 맨윗돌만 드러나 있고, 그 위에 5층의 탑신(塔身)이 올려져 있다. 탑신의 각 층 몸돌은 모서리마다 기둥모양을 새겼으며, 2층 이상은 1층에 비해 급격히 낮아졌다. 지붕돌은 밑면의 받침이 3단씩이고, 네 귀퉁이는 약간 들려 있다. 꼭대기에는 노반(露盤:머리장식 받침)과 복발(覆鉢:엎어놓은 그릇모양의 장식)만이 남아 머리장식을 하고 있는데, 후대에 만들어 보충한 것이다.
위로 오를수록 탑신의 몸돌 높이를 낮게 하고 지붕돌의 너비는 조금씩 줄어 들어 안정된 모습을 보인다. 고려시대에 만들어진 것으로 추정된다.

## 현지 안내문
이 탑은 고려시대의 석탑으로 기단부가 땅에 묻혀 있는데, 지붕돌이 두껍고, 낙수면의 경사가 급하다. 지붕돌의 폭에 별다른 변화가 없어 좁고 긴 일직선 모양을 하고 있다. 1층 몸쳇돌에 비해 2층부터 그 높이가 점차 줄어드는 점 등은 부여 정림사탑을 많이 닮았다. 주변에 고려시대 기와의 특징인 어골무늬를 가진 기와 조각이 흩어져 있다. 조선시대의 연호인 순치(順治)라는 명문이 새겨진 기와도 발견되어 조선시대까지 절이 있었던 듯하다.

## 같이 보기
- 부여 정림사지 오층석탑 (국보 제9호)

## 참고 자료
- 부여세탑리오층석탑 - 국가유산청 국가유산포털